# Benedicto Caldarella
Benedicto Hugo Caldarella (Buenos Aires, 1º settembre 1940) è un pilota motociclistico argentino ritiratosi dall'attività agonistica.

## Carriera
Per quanto riguarda le competizioni del motomondiale, dopo aver mancato la qualificazione all'esordio nel GP d'Argentina del 1961, ha ottenuto punti mondiali in 3 occasioni, di cui 2 in occasione del suo gran premio di casa, di cui ha vinto l'edizione del 1962 nella classe 500.
Nell'edizione del GP d'Argentina del motomondiale 1963 gareggiò nella classe 500 alla guida di una Gilera ottenendo il 3º posto; nello stesso gran premio, ma nella Classe 125 e con una Bultaco, lo stesso risultato venne raggiunto anche da suo fratello Aldo.
L'unico risultato nelle classifiche iridate ottenuto al di fuori dei confini argentini si è avuto al GP delle Nazioni 1964 (2º in 500).
Caldarella si dedicò in seguito anche alle competizioni automobilistiche partecipando ad alcune competizioni della Formula 2 in Europa, sponsorizzato, insieme al connazionale Carlos Reutemann, dall'Automovil Club Argentina e guidando una Brabham ma senza ottenere risultati di particolare rilievo.

## Risultati nel motomondiale
| 1961 | Classe | Moto  |  |  |  |  |  |  |  |  |  |  |    |  | Punti | Pos. |
| ---- | ------ | ----- |  |  |  |  |  |  |  |  |  |  | -- |  | ----- | ---- |
| 1961 | 250    | Honda |  |  |  |  |  |  |  |  |  |  | NQ |  | 0     |      |

| 1962 | Classe | Moto      |    |    |  |  |  |    |  |  |  |  |   |  | Punti | Pos. |
| ---- | ------ | --------- | -- | -- |  |  |  | -- |  |  |  |  | - |  | ----- | ---- |
| 1962 | 500    | Matchless | NE | NE |  |  |  | NE |  |  |  |  | 1 |  | 8     | 5º   |

| 1963 | Classe | Moto      |    |    |    |  |  |  |  |  |  |  |   |    | Punti | Pos. |
| ---- | ------ | --------- | -- | -- | -- |  |  |  |  |  |  |  | - | -- | ----- | ---- |
| 1963 | 500    | Matchless | NE | NE | NE |  |  |  |  |  |  |  | 3 | NE | 4     | 11º  |

| 1964 | Classe | Moto   |     |    |    |  |     |     |  |  |  |  |   |    | Punti | Pos. |
| ---- | ------ | ------ | --- | -- | -- |  | --- | --- |  |  |  |  | - | -- | ----- | ---- |
| 1964 | 500    | Gilera | Rit | NE | NE |  | Rit | Rit |  |  |  |  | 2 | NE | 6     | 8º   |

| Legenda | 1º posto        | 2º posto            | 3º posto            | A punti      | Senza punti        | Grassetto – Pole position Corsivo – Giro più veloce |
| Legenda | Gara non valida | Non qual./Non part. | Ritirato/Non class. | Squalificato | '-' Dato non disp. | Grassetto – Pole position Corsivo – Giro più veloce |